# Nécropole royale de Tanis
La nécropole royale de Tanis est un ensemble de tombes de pharaons creusées en Basse-Égypte. Elle représente le chaînon manquant nécessaire pour comprendre une période obscure de l'histoire de l'Égypte antique, la Troisième Période intermédiaire.
Edifiée sur le site archéologique de Tanis, dans le delta du Nil en Basse-Égypte, au même moment qu'un temple d'Amon, elle est placée au sud-ouest de l'axe du grand temple, dans une enceinte datant du règne de Psousennès Ier.
Cette enceinte marque d'ailleurs une déviation pour englober la nécropole, délimitant ainsi un périmètre dans lequel plusieurs chapelles seront édifiées par la suite pour devenir à la période ptolémaïque un quartier d’habitations et d’ateliers artisanaux.

## Découverte et état général
À la fin des années 1930, l'équipe de la mission française des fouilles de Tanis dirigée par le Pr. Pierre Montet travaille au dégagement du secteur sud-ouest de l'enceinte. Ils retirent une quantité imposante de terre et de sable qui s'étaient accumulés au cours des siècles et aussi lors des travaux précédents, notamment de Mariette qui avait travaillé au dégagement du grand temple d'Amon. Ces fouilles du XIXe siècle rejetèrent de part et d'autre de l’axe du temple les déblais en recouvrant la zone encore inexplorée.
Dans cet espace ayant la forme d’un triangle rectangle, les égyptologues avancent méthodiquement depuis l’est vers l’ouest, dégageant peu à peu les niveaux archéologiques. Leur objectif initial est d’atteindre celui de la fondation du temple, afin d’en mettre au jour les dépôts de fondation, indicateurs précieux pour comprendre son histoire.
Ce faisant, ils mettent au jour en 1938 des vestiges de constructions en briques, qui semblent s'aligner le long du mur de l’avant-cour du temple. Ils découvrent notamment un oratoire dédié au dieu Houroun et qui contient une imposante statue du dieu faucon protégeant de ses ailes un enfant roi dont les cartouches contenaient le nom de Ramsès II. La pièce unique en son genre est rapidement acheminée vers le Musée du Caire.
Poussant davantage vers l'est dans l'enceinte de Psousennès Ier, l'équipe d'archéologues dégage en février 1939, devant les habitations tardives, de grandes dalles sur le sol. Ils les prennent en premier lieu pour le plancher d’un monument disparu et recouvert par les ateliers de briques de la période gréco-romaine. Mais en nettoyant le terrain, ils réalisent rapidement qu'il ne s'agit pas d'un sol, mais du plafond d'un monument toujours existant et enfoui sous terre.
Une dalle brisée ménage une brèche par laquelle l’accès aux salles souterraines est possible. En le nettoyant, les égyptologues trouvent des vestiges caractéristiques d’une tombe :
- des ouchebti au nom de Sheshonq, trois vases canopes, deux bouchons de ces mêmes vases, l’un représentant Douamoutef, l’autre Kébehsénouf, une boucle en forme de nœud Tyt, ou nœud d’Isis en or cloisonné, et d’autres fragments d’ouchebti, cette fois au nom d’Osorkon[note 3],
- un scarabée anépigraphe,
- des restes de viatiques funéraires royaux que les pilleurs de tombes avaient rejetés ou égarés[note 4].

Le trou des voleurs est rapidement dégagé et permet de s’introduire dans une tombe comportant plusieurs pièces et qui avait reçu plusieurs inhumations. C’est la tombe du roi Osorkon II.
L’exploration de ce premier tombeau royal révèle un véritable caveau familial, comportant plusieurs inhumations royales, toutes complètement ou partiellement pillées. En retirant les tonnes de déblais et de terre accumulées hors et dans le caveau, d’autres dalles apparaissent rapidement, indiquant l’existence d’autres tombes au nord et au sud de celle d’Osorkon.
Au sud apparaissent un nouveau tombeau, également pillé, et au nord celui du roi Psousennès Ier. La fouille de celui-ci ne sera effectuée qu’une fois les deux premiers caveaux entièrement vidés et étudiés. Cette nouvelle tombe qui datait cette fois de la XXIe dynastie était restée close depuis l’Antiquité, livrant un ensemble de sépultures de différentes époques, partiellement ou complètement intactes.

## Les tombeaux

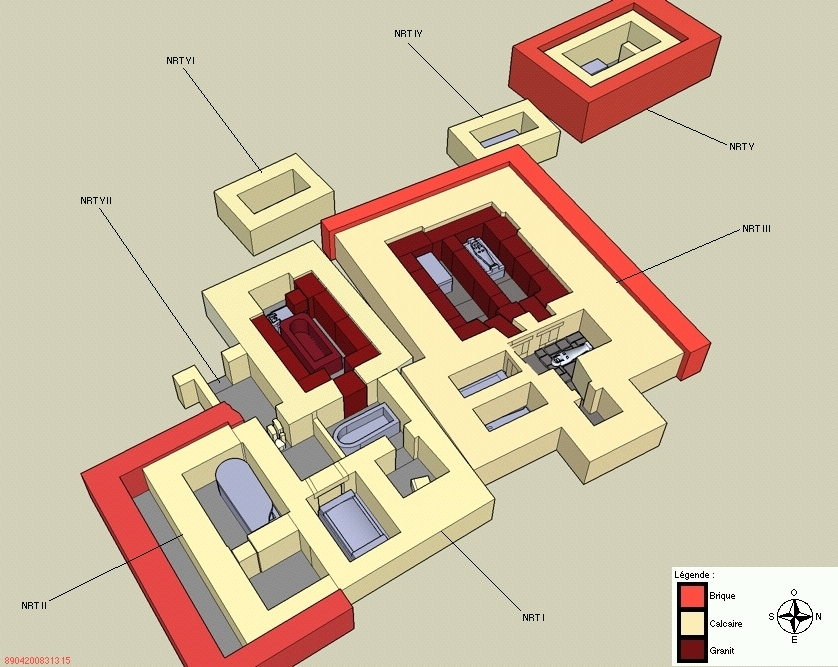
Restitution de la nécropole royale de Tanis.

Les tombes royales de Tanis sont désignées par l’acronyme NRT pour « nécropole royale de Tanis », suivi d'un numéro d’inventaire qui correspond chronologiquement à leur découverte. Ainsi, la première sépulture découverte, celle d’Osorkon II, est identifiée dans les inventaires comme étant la tombe NRT I.
Au total, la nécropole de Tanis comporte sept tombeaux. Certains s’avèrent être de véritables cachettes royales, comprenant plusieurs sarcophages royaux des XXIe et XXIIe dynasties :
- NRT I, le tombeau dit d'Osorkon II, a une histoire complexe. Dans une première phase, antérieure à Psousennès, un bâtiment existait déjà à cet endroit, sans qu'on puisse avec certitude en faire la tombe de Smendès. Cet édifice a été entaillé lors de l'agrandissement de NRT I par Psousennès Ier. Plus tard, Osorkon II a repris ce caveau à son compte, en l'agrandissant pour y enterrer son père Takélot Ier et son fils Hornakht. La décoration de ses murs, qui comprend de larges extraits des livres funéraires royaux, date de cette époque. Plus tard, Sheshonq III fait séparer la chambre 1 en deux parties par un mur. Un sarcophage y a aussi été inséré à une date inconnue. Dans son état final, NRT I comprend quatre pièces :
  - NRT I,1 : sarcophage d'un roi nommé Sheshonq, peut-être Sheshonq V, installé là dans une phase tardive et pillé,
  - NRT I,2 : puits d’accès original du caveau qui a livré les restes de mobiliers funéraires royaux au moment de la découverte,
  - NRT I,3 : sarcophage du père d’Osorkon II, Takélot Ier, installé là par son fils comme l'indiquent les textes sur les murs, pillé,
  - NRT I,4 : sarcophages d’Osorkon II, pillé, et de son fils Hornakht, presque intact.
- NRT II est un tombeau anépigraphe, qui comprend deux pièces, un puits d’accès et une chambre contenant un grand sarcophage anonyme, taillé dans une ancienne architrave. Le couvercle a été brisé par les pilleurs de tombes qui ont vidé son contenu. L’édifice, très fragile, n’a pas été fouillé tout de suite en raison du danger qui pesait sur les fouilleurs. Plus tard, lors de la reprise de l’exploration de cette partie de la nécropole, les restes que contenait le sarcophage ont permis de l'identifier avec une grande probabilité comme la sépulture du pharaon Pamy Ier ;
- NRT III, le tombeau de Psousennès Ier, comprend six pièces :
  - Le puits d’accès original du caveau, trouvé intact et comblé jusqu’à la surface,
  - L’antichambre, qui comprenait le reste du mobilier funéraire, largement pillé, et les momies de Siamon et de Psousennès II encadrant le sarcophage intact en argent massif de Sheshonq II, contenant sa momie et toutes ses parures royales,
  - NRT III,1 : caveau intact de Psousennès Ier, contenant ses sarcophages et son mobilier funéraire d’une grande richesse,
  - NRT III,2 : caveau de Moutnedjemet, son épouse, réutilisé par le pharaon Amenemopet et contenant les sarcophages et le mobilier funéraire de ce roi éphémère. Moins opulent que celui de son prédécesseur, il a probablement été pillé une première fois, puis vidé par les prêtres qui mirent son contenu à l’abri dans le caveau de sa mère (?),
  - NRT III,3 : caveau inutilisé du général et intendant d'Amon Ânkhefenmout, fils de Psousennès Ier ou de Hérihor II ; il contenait un sarcophage intact mais vide,
  - NRT III,4 : caveau intact du général Oundjebaoundjed, probablement un parent du roi Smendès, comprenant ses sarcophages et un mobilier funéraire d’une grande valeur. Cette chambre et la précédente ne faisaient pas partie du programme architectural originel de Psousennès, mais ont été ajoutées plus tard en mordant sur le tombeau NRT I qui préexistait.
- NRT IV : caveau peut-être initialement prévu pour le roi Amenemopet, ne comprenant qu’une seule pièce et contenant encore le sarcophage externe du roi ;
- NRT V : caveau initial de Sheshonq III. Le plan de ce caveau est proche de celui de la NRT II avec deux pièces, un puits d’accès et la chambre funéraire. Cette dernière comprenait encore le sarcophage externe original du roi ainsi que celui de Sheshonq IIIa, pillé ;
- NRT VI : caveau vide, anépigraphe et pillé, dont une seule pièce est préservée alors qu'il semble en avoir possédé au moins une seconde ;
- NRT VII : caveau vide attenant à celui d’Osorkon II, en ruine, il comprenait sans doute deux pièces. Anépigraphe, il n’a pas été possible de lui attribuer un propriétaire. Un bloc de Psousennès était utilisé en remploi dans NRT VII, ce qui date le tombeau au plus tôt de la fin de la XXIe dynastie. Il a été détruit au plus tard lors de l'agrandissement de NRT I par Osorkon II.

## Photos

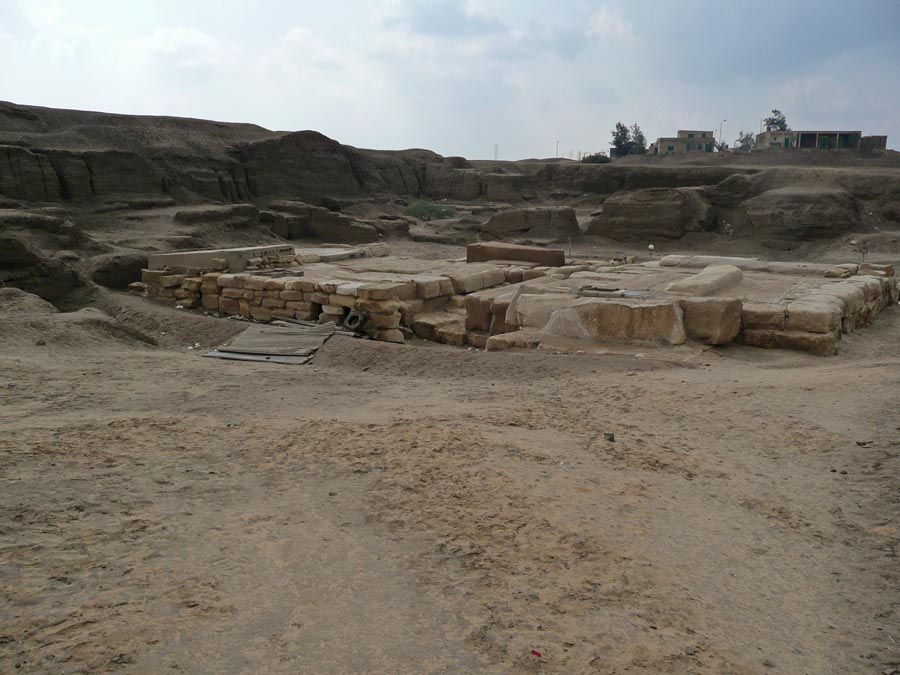
Vue générale de la nécropole royale de Tanis.
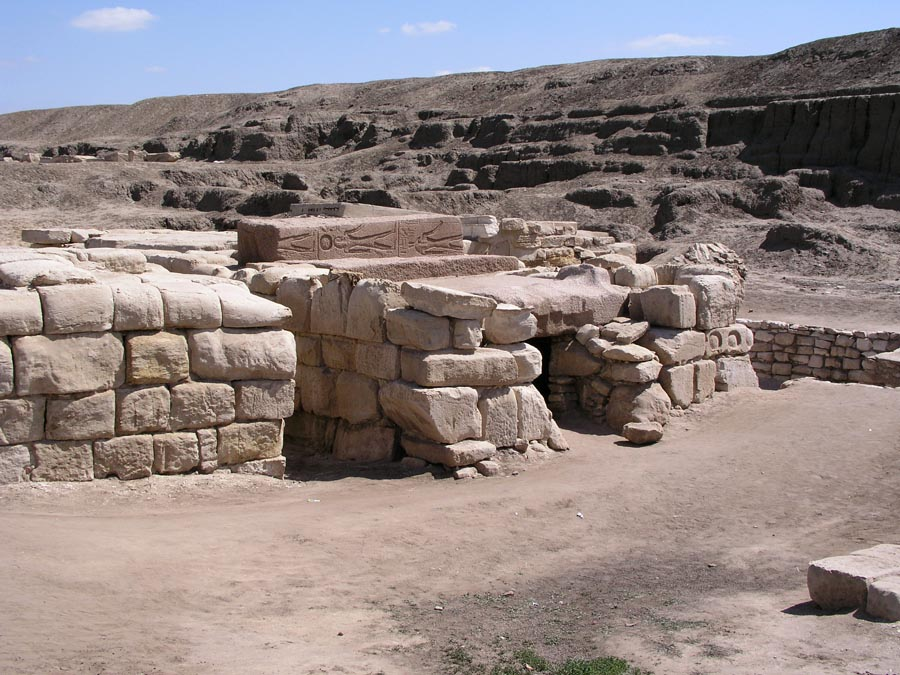
Vue de la nécropole royale de Tanis avec le tombeau d'Osorkon II.
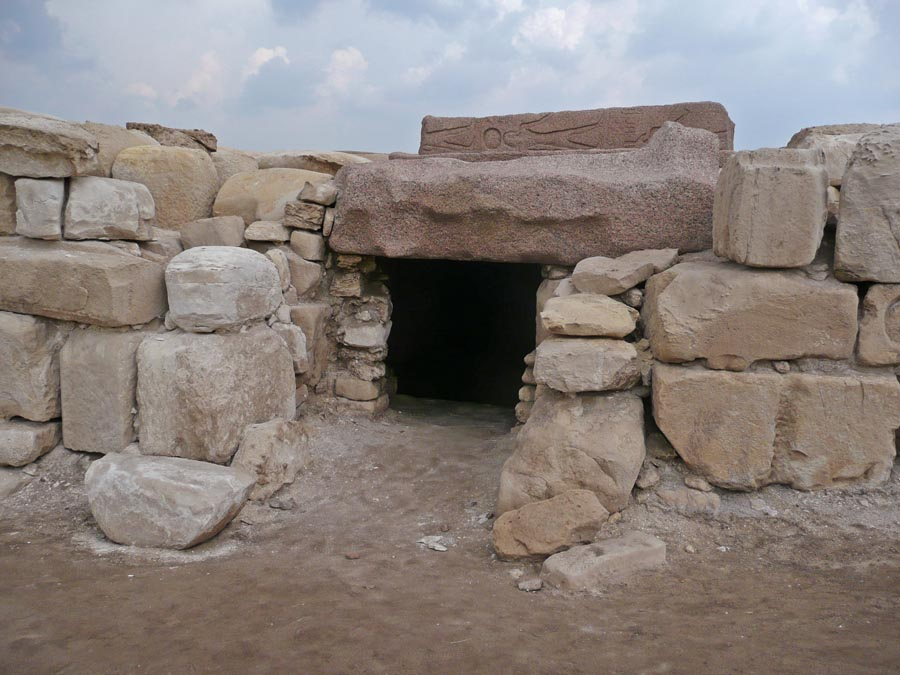
Entrée de la NRT I ou tombe d'Osorkon II.
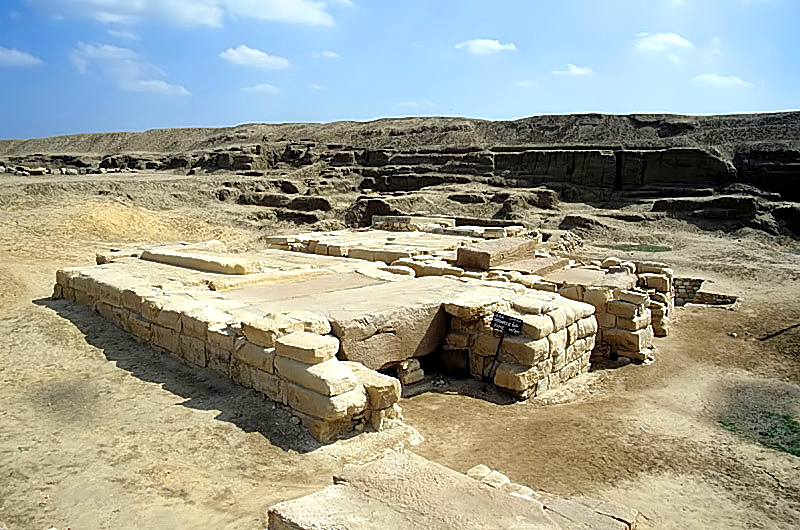
Vue d'ensemble du tombeau de Psousennès Ier.